# جيمس براون لورد
جيمس براون لورد (بالإنجليزية: James Brown Lord)‏ هو مهندس معماري أمريكي، ولد في 1859، وتوفي في 1902.